# Jättenekärret
Jettenekärret är ett naturreservat på Mösseberg i Falköpings kommun i Västergötland.
Reservatet ligger nordväst om Falköping. Det avsattes som naturreservat 1996 och är ett 12 hektar stort område på Mössebergs norra sluttning.
Det utgörs av ett antal rikkärr och fuktängar med rik flora. Runt dessa kärr ligger fuktig björksumpskog. Reservatet ligger nästan uteslutande på platåbergens lerskifferlager. Kärnan i reservatet är ett stort axag-kärr. I Jättenekärren förekommer sumpnycklar rikligt. Andra växter som majviva, flugblomster, kärrknipprot och tätört kan finnas. Ovanför kärren finns skog som domineras av asp med torrträd och lågor. Olika slags hackspettar trivs i områdets lövskog.
Området ingår i EU:s ekologiska nätverk av skyddade områden, Natura 2000.

## Galleri

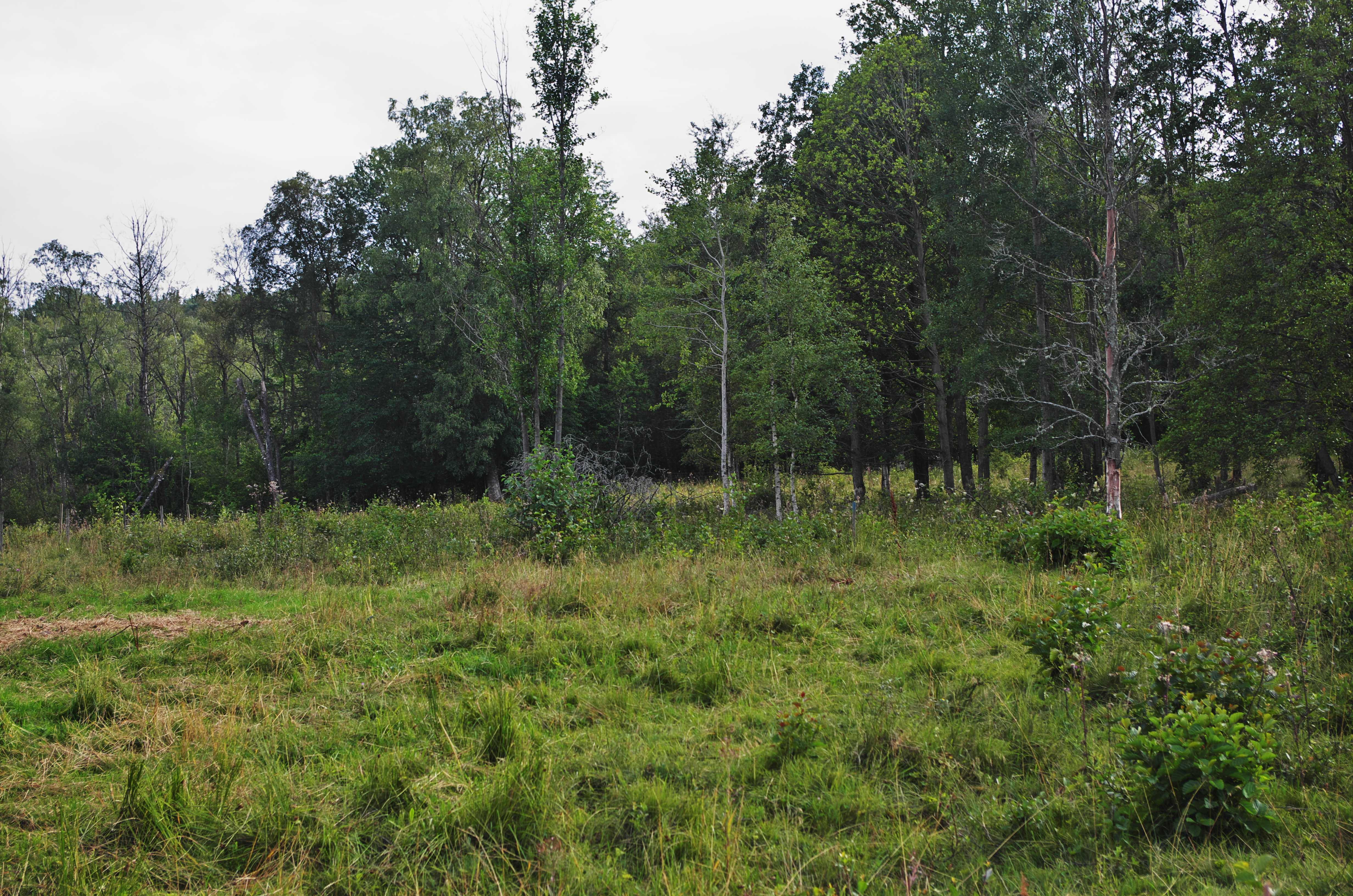
Under 1800-talet var Jättenekärret ängsmark medan det under 1900-talet och 2000-talet använts som betesmark.
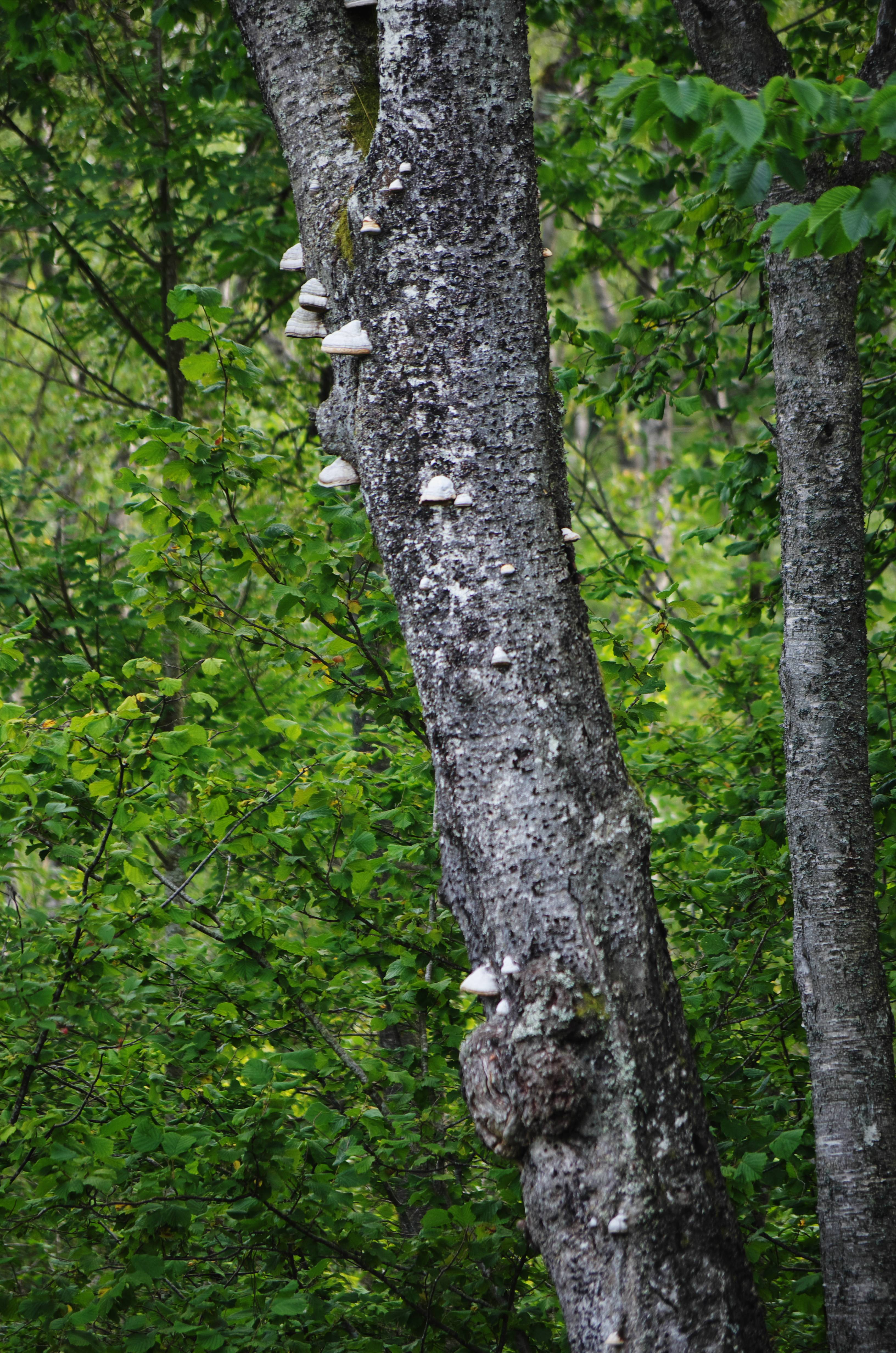
I naturreservatet finns döda lövträd.
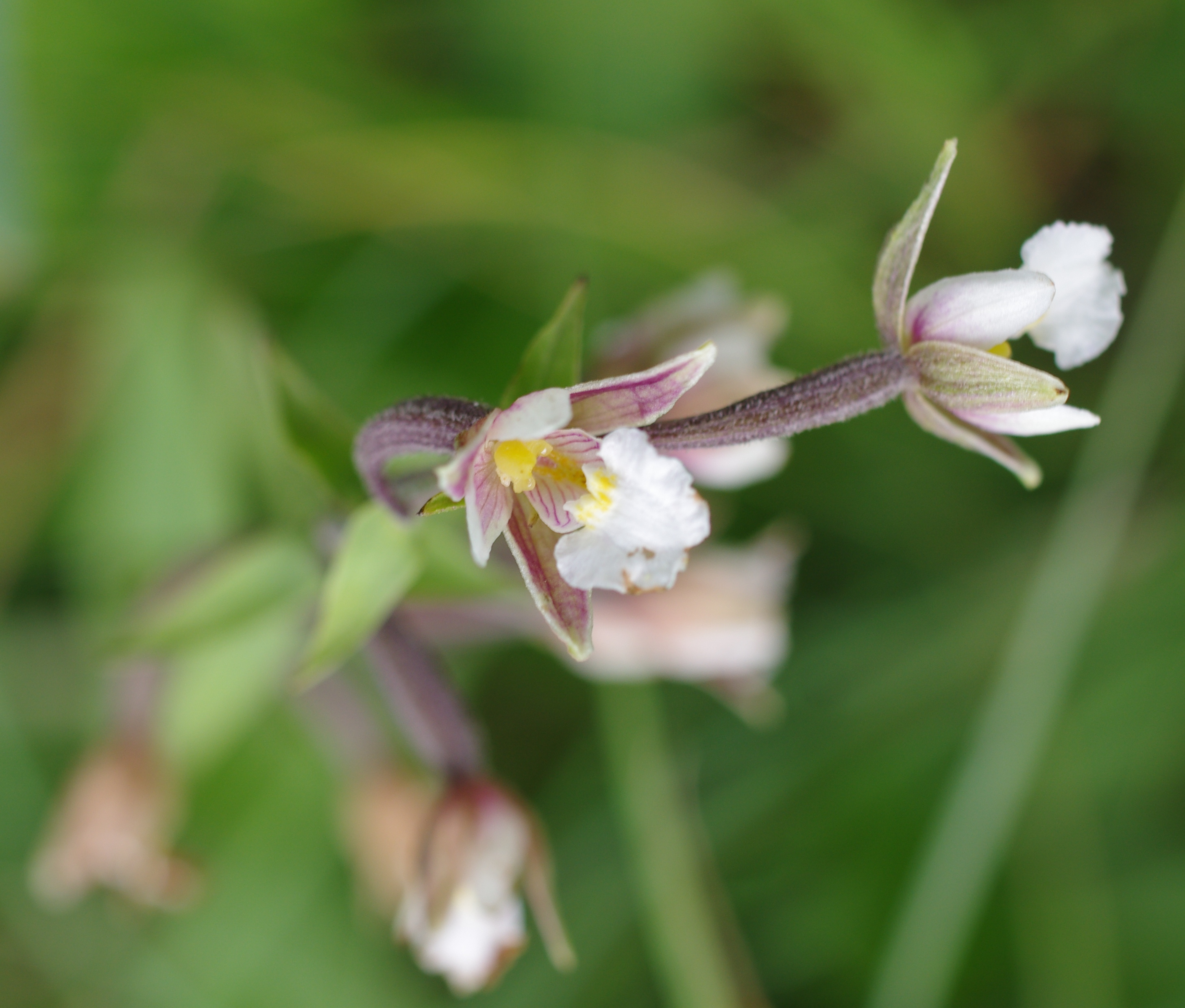
Kärrknipprot i ett av kärren.